# Jean Lassalle

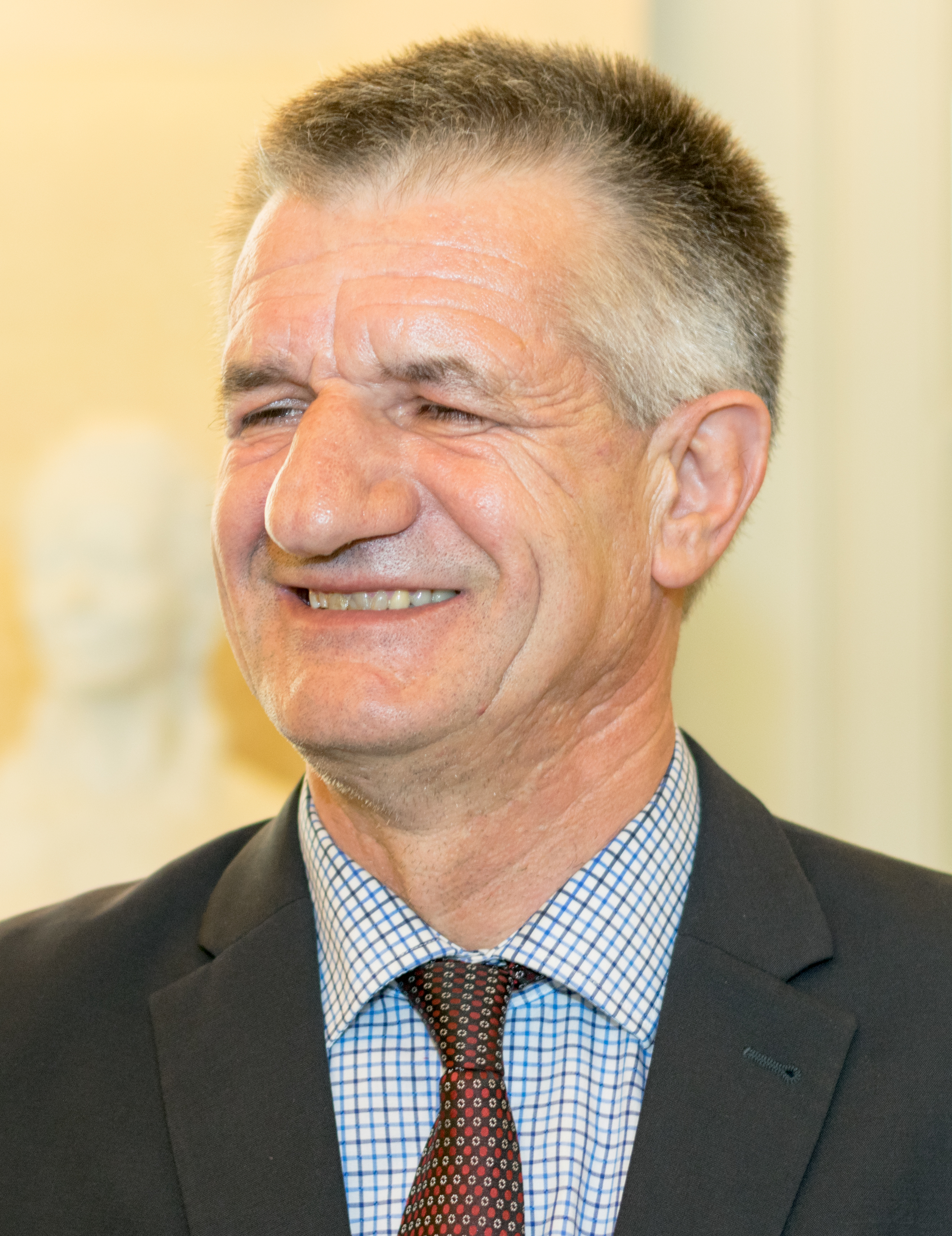
Jean Lassalle (2017)

Jean Lassalle (* 3. Mai 1955 in Lourdios-Ichère, Basses-Pyrénées) ist ein französischer Politiker (Résistons!, ehemals UDF, MoDem). Von 2002 bis 2022 war er Abgeordneter in der Nationalversammlung für das Département Pyrénées-Atlantiques und war Kandidat bei den Präsidentschaftswahlen 2017 und 2022. Außerdem war er von 1977 bis 2017 Bürgermeister seiner Heimatgemeinde.

## Leben
Lassalle ist Sohn eines Schäfers, der in Transhumanz die Berghänge des Tals Vallée d'Aspe bewirtschaftete. Diese Familientradition wird heute noch von seinem Bruder weitergeführt, Lassalle selbst ist Landmaschinentechniker und führt einen Betrieb mit zehn Angestellten. Sein Sohn Thibault Lassalle (* 1987) ist Rugby-Union-Spieler. Von 1989 bis 1999 war er Präsident des Nationalparks Pyrenäen.
1977 wurde er Bürgermeister seiner Heimatgemeinde Lourdios-Ichère und war mit 21 Jahren einer der jüngsten Bürgermeister Frankreichs. Dieses Amt übte er bis 2017 aus. Später wurde er Mitglied des Generalrats (conseil général) von Pyrénées-Atlantiques und Stellvertreter des konservativen Abgeordneten Michel Inchauspé. 2002 wurde er zum ersten Mal für die Union pour la démocratie française als Vertreter des 4. Wahlbezirks von Pyrénées-Atlantiques in die Nationalversammlung gewählt. Lassalle wurde 2007 wiedergewählt und schloss sich bei der Spaltung der Partei dem Mouvement démocrate seines Freundes François Bayrou an, 2012 wurde er abermals wiedergewählt.
Lassalle erregte als Abgeordneter mehrfach durch ungewöhnliche Aktionsformen Aufsehen: Im Juni 2003 unterbrach er eine Rede des damaligen Innenministers Nicolas Sarkozy, indem er ein Volkslied im Béarnais, dem Dialekt seiner Heimat, sang, um gegen die Schließung einer Polizeistation in seinem Wahlkreis zu protestieren. Im März 2006 trat er aus Protest gegen die Schließung einer Fabrik in seinem Wahlkreis für sechs Wochen in den Hungerstreik. Im Jahr 2013 wanderte er acht Monate zu Fuß durch Frankreich, um die Auswirkungen der Wirtschaftskrise auf das Land persönlich zu erleben und die Sorgen und Nöte der „Vergessenen“ anzuhören, in den kleinen Dörfern wie in den zehn berüchtigtsten sozialen Brennpunkten der Großstädte. Lassalle trat in den letzten Jahren mit für seine Partei ungewöhnlichen kapitalismuskritischen Positionen hervor, so unterstützte er im Frühjahr 2016 die Jugendbewegung Nuit debout und den Protest gegen das Arbeitsgesetz. Anschließend dehnte er diese Tour auf 12 europäische Länder aus und traf unter anderem Angela Merkel. Während eines Besuchs in Syrien schüttelte er Baschar al-Assad die Hand, wofür er von Politikern verschiedener Parteien heftig kritisiert wurde.
Im Herbst 2016 kündigte Lassalle an, für die Präsidentschaftswahl 2017 zu kandidieren. Für seine Präsidentschaftskandidatur trat er aus dem MoDem, dessen Vorsitzender Bayrou die Kandidatur von Emmanuel Macron unterstützte, aus und gründete eine eigene Bewegung namens Resistons! (kurz RES). Im Namen seiner Bewegung kündigte er „Widerstand“ gegen die Herrschaft des Finanzkapitals an. Sein Programm, das er in seinem Buch mit dem Titel Un berger à l’Elysée („Ein Schäfer im Elysée-Palast“) skizzierte, ist vor allem auf die Probleme des ländliche Frankreich zugeschnitten. Er forderte etwa, die Demokratie auf lokaler Ebene neu zu begründen und die Umwelt besser zu schützen, sparte aber auch die Probleme der Banlieue (Vorstädte) nicht aus. Er warb für den Abzug aller französischen Truppen aus Kriegseinsätzen und für den Abbau überflüssiger Bürokratie. Seine Kampagne erlangte große mediale Aufmerksamkeit, wobei Lassalle wegen seiner dörflichen Herkunft und seines stark ausgeprägten lokalen Akzents als sehr untypischer Politiker wahrgenommen wurde. Der US-amerikanische Fernsehkomiker John Oliver erwähnte ihn und seinen ungewöhnlichen Wahlwerbespot in der Folge seiner Sendung Last Week Tonight zur französischen Präsidentschaftswahl.
Lassalle erhielt im ersten Wahlgang am 23. April 2017 1,21 Prozent der Stimmen und erreichte damit Rang 7 von 11 Kandidaten. In seinem Heimatdépartement Pyrénées-Atlantiques erhielt er 7,6 Prozent der Stimmen (Rang 6), in seinem Heimatdorf sowie einigen umliegenden Gemeinden lag er auf dem ersten Platz.
Im September 2020 sorgte Lassalle für Aufsehen, als er sein Auto versehentlich auf einem Bahnübergang parkte und den Zugverkehr lahmlegte. „Es ist zwei Jahre her, seit die Linie wieder eröffnet wurde, und ich habe sie sogar eingeweiht“, äußerte sich Lassalle bei seiner Entschuldigung.
Bei den französischen Präsidentschaftswahlen 2022 kandidierte er erneut und erlangte im ersten Wahlgang 3,2 %. Zu den Parlamentswahlen 2022 verzichtete er auf eine erneut Kandidatur. Sein Bruder Julien Lassalle kandidierte an seiner Stelle für die Bewegung Résistons! in seinem Wahlkreis, verpasste aber mit 20,3 % den Einzug in den zweiten Wahlgang.